# Allocosa sangtoda
Allocosa sangtoda is een spinnensoort in de taxonomische indeling van de wolfspinnen (Lycosidae).
Het dier behoort tot het geslacht Allocosa. De wetenschappelijke naam van de soort werd voor het eerst geldig gepubliceerd in 1960 door Carl Friedrich Roewer.